# Insulele Turks și Caicos
Insulele Turks și Caicos (engleză Turks and Caicos Islands, prescurtat TCI) reprezintă un teritoriu britanic de peste mări format din două grupuri de insule din Marea Caraibelor, situate la sud-est de Bahamas, la 914 km de Miami.

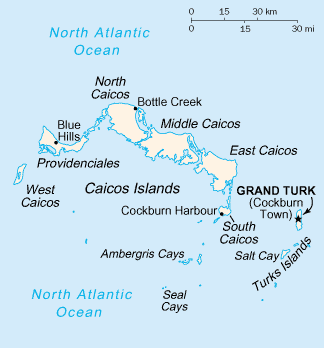
Harta insulelor Turks și Caicos

1. ↑  , Banca Mondială https://data.worldbank.org/indicator/NY.GDP.MKTP.CD, accesat în 26 august 2023 Lipsește sau este vid: |title= (ajutor)